# 第56回全国高等学校サッカー選手権大会
第56回全国高等学校サッカー選手権大会（だい56かいぜんこくこうとうがっこうサッカーせんしゅけんたいかい）は、1978年（昭和53年）1月に行われた、全国高等学校サッカー選手権大会である。

## 概要
- キャッチフレーズ つかめ！すばらしい青春の日を

### 日程
- 1回戦　1月2日・3日・4日
- 2回戦　1月5日
- 準々決勝　1月6日
- 準決勝　1月7日
- 決勝　1月8日

### 使用会場
- 国立霞ヶ丘競技場陸上競技場（準決勝・決勝）
- 西が丘サッカー場（1回戦～準々決勝）
- 埼玉県大宮公園サッカー場（1回戦～準々決勝）
- 駒沢オリンピック公園総合運動場陸上競技場（1・2回戦）

## 出場校
北海道・東北
- 北海道代表 函館有斗（9年ぶり3回目）
- 北奥羽代表 遠野（初出場）
- 西奥羽代表 西目農（初出場）
- 東北代表 仙台育英（初出場）

関東
- 茨城県代表 日立一（初出場）
- 北関東代表 宇都宮農（初出場）
- 埼玉県代表 浦和南（初出場）
- 千葉県代表 習志野（初出場）
- 東京都代表 帝京（初出場）
- 神奈川県代表 日大高（初出場）
- 山梨県代表 韮崎（初出場）

北信越・東海
- 北越代表 富山東（初出場）
- 北陸代表 金沢経大星稜（初出場）
- 長野県代表 松本工（初出場）
- 静岡県代表 浜名（初出場）
- 愛知県代表 愛知（初出場）
- 三岐代表 四日市中央工（初出場）

近畿
- 京滋代表 水口（初出場）
- 大阪府代表 北陽（初出場）
- 兵庫県代表 御影工（初出場）
- 紀和代表 新宮商（初出場）

中国
- 東中国代表 水島工（初出場）
- 広島県代表 広島工（初出場）
- 西中国代表 山口（初出場）

四国
- 南四国代表 徳島商（初出場）
- 北四国代表 東予工（初出場）

九州
- 福岡県代表 門司工（初出場）
- 西九州代表 島原商（初出場）
- 東九州代表 大分工（初出場）
- 南九州代表 鹿児島商（初出場）
- 沖縄県代表 中部農林（初出場）

## 試合結果

### 1回戦
- 水口 3 - 1 仙台育英
- 金沢経大星稜 3 - 2 中部農林
- 門司工 2 - 2(PK4 - 1) 日立一
- 北陽 0 - 0(PK9 - 8) 浜名
- 西目農 1 - 0 大分工
- 習志野 1 - 0 御影工
- 愛知 2 - 1 徳島商
- 四日市中央工 4 - 0 松本工

- 水島工 2 - 0 富山東
- 宇都宮農 3 - 0 山口
- 韮崎 2 - 1 東予工
- 鹿児島商 3 - 0 函館大有斗
- 島原商 3 - 3(PK4 - 3) 日大高
- 帝京 2 - 0 広島工
- 遠野 2 - 0 新宮商

### 2回戦
- 島原商 3 - 1 宇都宮農
- 帝京 1 - 0 鹿児島商
- 浦和南 6 - 2 水口
- 水島工 1 - 1(PK3 - 0) 遠野

- 習志野 1 - 0 門司工
- 西目農 6 - 1 金沢経大星稜
- 四日市中央工 5 - 0 韮崎
- 北陽 1 - 0 愛知

### 準々決勝
- 四日市中央工 3 - 0 島原商
- 帝京 0 - 0(PK3 - 0) 水島工

- 浦和南 3 - 0 西目農
- 北陽 1 - 0 習志野

### 準決勝
- 四日市中央工 2 - 1 浦和南
- 帝京 2 - 0 北陽

### 決勝
- 帝京 5 - 0 四日市中央工

## 得点王
- 伊藤直司 (四日市中央工) 7得点

## 主な出場選手
- 水沼貴史 (浦和南)
- 早稲田一男 (帝京)
- 尾崎加寿夫 (日大高)